# Autumn Compote
Autumn Compote es una variedad cultivar de ciruelo (Prunus domestica), de las denominadas ciruelas europeas.
Una variedad de ciruela procedente de plántula de polinización libre de 'Cooper', fue cultivada por Thomas Rivers, en Sawbridgeworth, Inglaterra (Reino Unido) en 1840.
Las frutas tienen un tamaño grande, color de piel rojo violáceo sobre fondo amarillo, cubierto de pruina de mediano espesor, punteado numeroso, pequeños, rojizos claros, y pulpa de color amarillo dorado, seca, textura firme pero tierna, y sabor dulce, no rica en sabor, justo en calidad.

## Historia
'Autumn Compote' variedad de ciruela cuyo origen es una plántula de polinización libre de la variedad 'Cooper', fue cultivada por Thomas Rivers, en Sawbridgeworth, Inglaterra (Reino Unido), alrededor de 1840, y fue introducida por el creador en 1885. Las publicaciones inglesas describieron y figuraron esta variedad en 1855.
La variedad 'Autumn Compote'está descrita por : 1. McIntosh Bk. Gard. 2:533. 1855.  2. Gard. Chron. 26:364. 1866. 3. Hogg Fruit Man. 351. 1866. 4. Downing Fr. Trees Am. 897. 1869. 5. Mas Le Verger 6:71, fig. 36. 1866-73. 6. Hogg Fruit Man. 685. 181:4. 7. Thompson Gard. Ass't 4:156. 1901.
'Autumn Compote' está cultivada en diversos bancos de germoplasma de cultivos vivos, tales como en National Fruit Collection (Colección Nacional de Fruta) de Reino Unido con el número de accesión: 1953-132 y Nombre Accesión : Autumn Compote.  El espécimen fue recibido en el «National Fruit Trials» (Probatorio Nacional de Frutas) para evaluar sus características en 1953.

## Características
'Autumn Compote' árbol de porte extenso, moderadamente vigoroso, erguido. Flor blanca, que tiene un tiempo de floración que comienza a partir del 16 de abril con el 10% de floración, para el 20 de abril tiene una floración completa (80%), y para el 29 de abril tiene un 90% de caída de pétalos.
'Autumn Compote' tiene una talla de tamaño grande de forma ovaladas o ligeramente ovadas, mitades desiguales, cavidad poco profunda, estrecha, abrupta, sutura superficial, una línea distinta; ápice redondeado o ligeramente puntiagudo, con peso promedio de 55.40 g; epidermis tiene una piel delgada, tierna, que se separa fácilmente, siendo el color de la piel rojo violáceo sobre fondo amarillo, cubierto de pruina de mediano espesor, punteado numeroso, pequeños, rojizos claros, conspicuos; pedúnculo glabro, con una longitud promedio de 14.47 mm, pubescente, bien adherido al fruto con la cavidad del pedúnculo estrechísima y apenas pronunciada; pulpa de color amarillo dorado, seca, textura firme pero tierna, y sabor dulce, no rica en sabor, justo en calidad.
Hueso adherida, pero no tenazmente, irregular y ampliamente ovada, aplanada, áspera, ligeramente comprimida y con cuello en la base, roma o aguda en el ápice, sutura ventral estrecha, alada, fuertemente surcada, sutura dorsal aguda o levemente surcada.
Su tiempo de recogida de cosecha es tardío, se inicia en su maduración de principios a mediados de septiembre.

## Usos
Se usa comúnmente como postre fresco de mesa buena ciruela de postre de fines de verano.
Esta ciruela es bien conocida en Inglaterra, pero apenas se cultiva en América, aunque tiene mucho en el carácter de su fruto por lo menos para recomendarla. Las ciruelas tienen una apariencia atractiva y, aunque no tienen el mejor sabor, están muy por encima del promedio en las cualidades que las hacen una buena fruta de postre, mientras que para fines culinarios se encuentra entre las mejores.